# Gold Dust Silver Moon
『Gold Dust Silver Moon』（ゴールド・ダスト・シルバー・ムーン）は2004年7月21日、ネオプレックスより発売されたinfixのミニ・アルバムである。

## 解説
『Naive』以来となるミニ・アルバム。「夕景の丘〜序章〜」はインスト曲。

## 批評
CDジャーナルは「キャリアの長さを物語る安定感にハード・ロックをルーツにしたダイナミックなメロディ展開、ギター・ソロを存分に聴かせるギタリストならではのソングライティングが燻し銀のきらめきを放つ」と評した。

## 収録曲
1. I SURRENDER
作詞：長友仍世　作曲：佐藤晃
2. Restoration
作詞：長友仍世　作曲：佐藤晃
3. 君がいたから
作詞・作曲：長友仍世
4. 夕景の丘〜序章〜
作曲：長友仍世
5. JUSTICE〜我ニモ負ケズ〜
作詞：長友仍世　作曲：佐藤晃
6. Winding Road
作詞：長友仍世　作曲：佐藤晃